# Carol Twombly
Carol Twombly (ur. 13 czerwca 1959) – amerykańska projektantka, specjalizująca się w projektowaniu fontów. Pracowała dla firmy Adobe w latach 1988–1999. Najbardziej znane kroje pisma jej autorstwa to Myriad, Trajan i Adobe Caslon.

## Edukacja
Twombly od najmłodszych lat interesowała się sztuką. Próbowała swoich sił w wielu dziedzinach, jednak wybrała naukę w Rhode Island School of Design (RISD), gdzie najpierw studiowała rzeźbę, a później projektowanie graficzne. Miała okazję obcować z wybitnymi projektantami krojów, takimi jak Gerard Unger, Charles Bigelow czy Kris Holmes. Na Uniwersytecie Stanforda była jedną z zaledwie pięciu osób, które ukończyły krótkotrwały program typografii cyfrowej z tytułem magistra w dziedzinie informatyki i projektowania typograficznego.

## Praca
W latach 1988–1999 pracowała dla firmy Adobe. Brała udział w pracach przy projektowaniu wielu krojów pisma, w tym: Trajan, Myriad, Adobe Caslon, Lithos. Po odejściu nie porzuciła sztuki, zajęła się rysunkiem, malowaniem tkanin i koszykarstwem (basket-making).

## Nagrody
W 1984 roku została uhonorowana nagrodą Morisawa. W 1994 roku została laureatką nagrody Prix Charles Peignot, która jest przyznawana przez Międzynarodowe Stowarzyszenie Typograficzne (AtypI). Nagroda ta jest przyznawana projektantom poniżej 35. roku życia, którzy znacząco przyczynili się w dziedzinie projektowania krojów pisma, nagroda nie jest przyznawana regularnie. Twombly była pierwszą kobietą wyróżnioną tą nagrodą.

## Kroje pisma
Kroje pisma zaprojektowane przez Carol Twombly:
- Mirarae (1984)
- Charlemagne (1989)
- Adobe Trajan (1989)
- Lithos (1989)
- Adobe Caslon (1990)
- Myriad (1991, we współpracy z Robertem Slimbachem(inne języki))
- Viva (1993)
- Nueva (1994)
- Chaparral (1997)